# Ixodes paranaensis
Ixodes paranaensis är en fästingart som beskrevs av Barros-Battesti, Arzua, Pichorim och James E. Keirans 2003. Ixodes paranaensis ingår i släktet Ixodes och familjen hårda fästingar. Inga underarter finns listade i Catalogue of Life.